# Panther Kallista
Panther Kallista – samochód sportowy klasy kompaktowej produkowany pod brytyjską marką Panther w latach 1982–1992 oraz pod południowokoreańską marką SsangYong jako SsangYong Kallista w latach 1992–1993.

## Historia i opis modelu

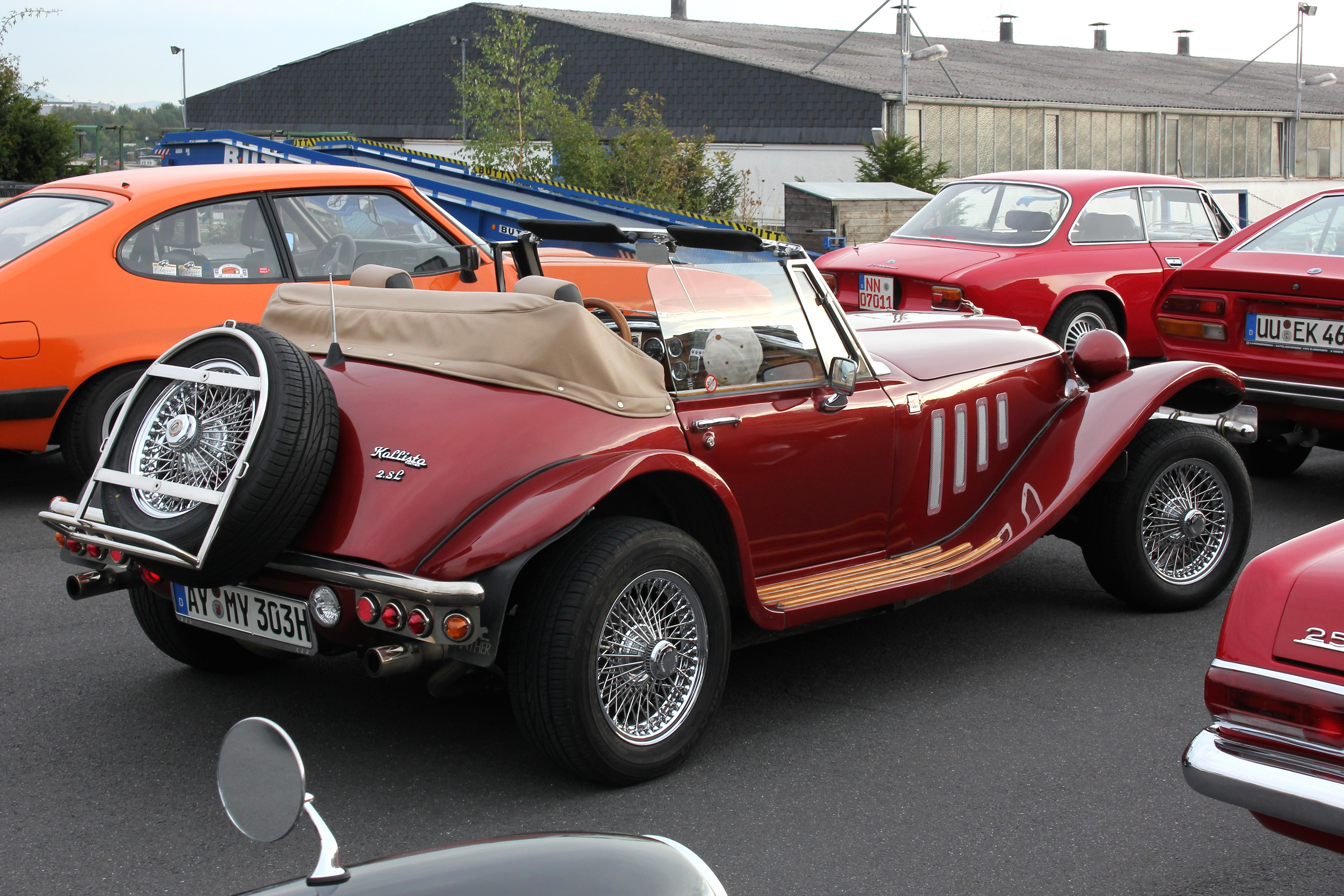
Panther Kallista – tył

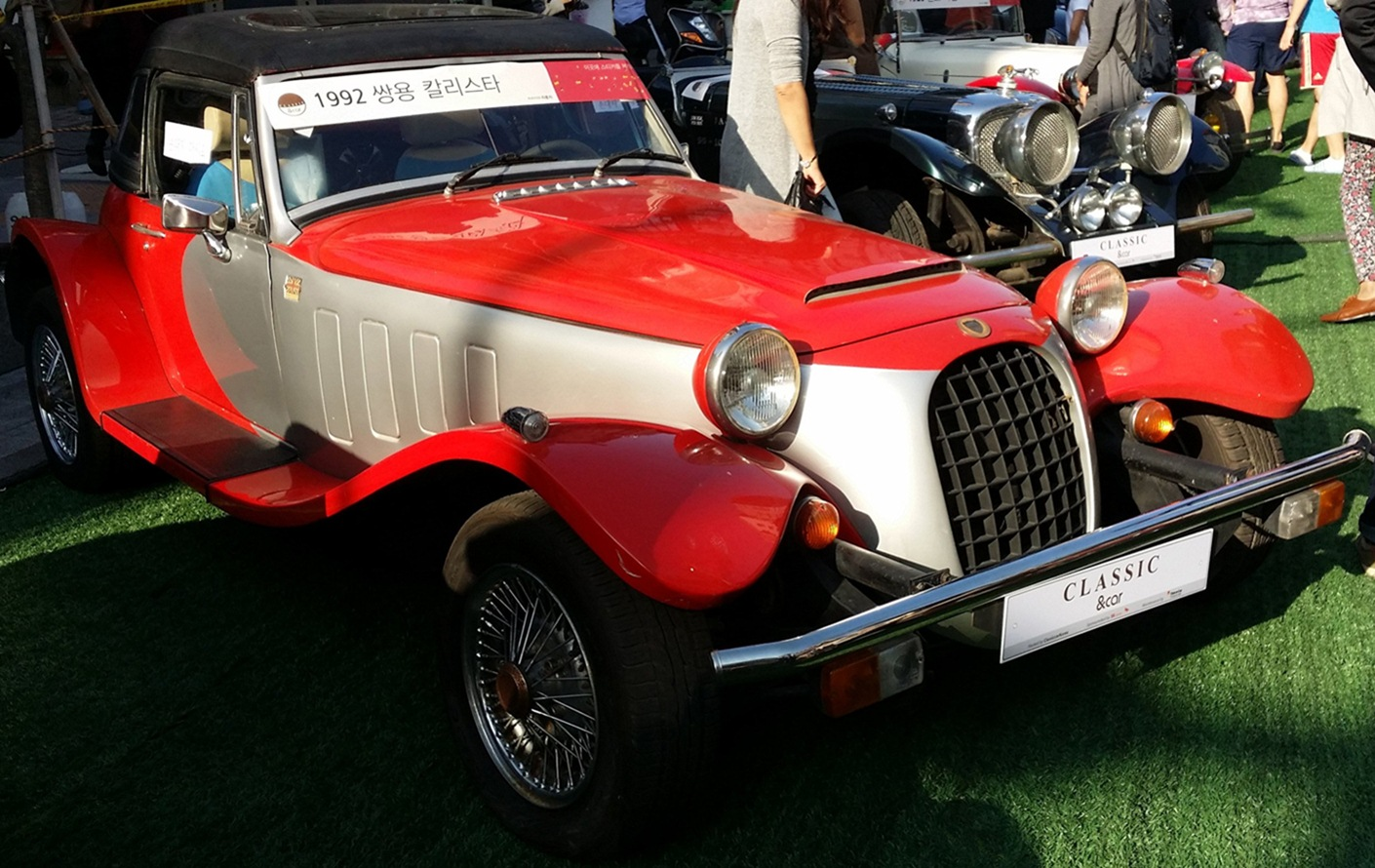
SsangYong Kallista

Model Kallista został wprowadzony do produkcji w 1982 roku przez brytyjskie przedsiębiorstwo Panther jako nowy, niewielki lekki samochód sportowy opracowany jako następca modelu Panther Lima. Podobnie jak poprzednik, samochód wyróżniał się podłużną maską, łukowatymi przednimi nadkolami i nisko osadzoną, dwumiejscową kabiną pasażerską z umieszczonym tuż za nią krótkim, ściętym tyłem.
Roadster został wykonany z połączenia włókna szklanego i tworzywa sztucznego, a także komponentów zapożyczonych od Forda, aby osiągnąć jak najlżejsze nadwozie i optymalne osiągi. Wykończona skórzaną tapicerką kabina pasażerska miała nawiązywać do pojazdów luksusowych.

### Zmiana nazwy
W 1992 roku południowokoreański SsangYong zdecydował się przejąć produkcję Kallisty, kontynuując ją pod własną marką jako SsangYong Kallista. Przez kolejny rok powstało pod tą nazwą 78 egzemplarzy roadstera, po czym jego produkcja została zakończona.

### Silniki
- L4 1.6l Ford DOHC
- L4 2.8l Ford Cologne
- V6 2.9l Ford Cologne